# Rouge du Roussillon (race ovine)
Pour les articles homonymes, voir Rouge du Roussillon.
La Rouge du Roussillon est une race ovine française issue de la barbarine d'Afrique du Nord. Elle est élevée principalement pour sa viande.

## Histoire
Au XVIIIe siècle, l'évêque-comte d'Agde importe des barbarines à la laine rouge et à queue grasse qui connaissent un grand succès et une diffusion rapide. En 1936, des moutons algériens à toison rouge et à queue fine, sont importés à Port-Vendres. Ce sont le mouton oranais et le Beni M'guild. Ces deux populations ont pu se croiser. Dans les années 1950, le déclin de l'élevage dans les régions littorales de la Méditerranée entraîne la quasi-disparition de la race jusqu'au plan de sauvegarde de 1981 qui fusionne les deux troupeaux (queue fine et queue grasse).

## Description
Rustique, la race est appréciée pour sa fécondité et sa valeur laitière (croissance des agneaux). En 2005, ses effectifs étaient estimés à 5 200 têtes dont 6 700 reproductrices.

## Galerie

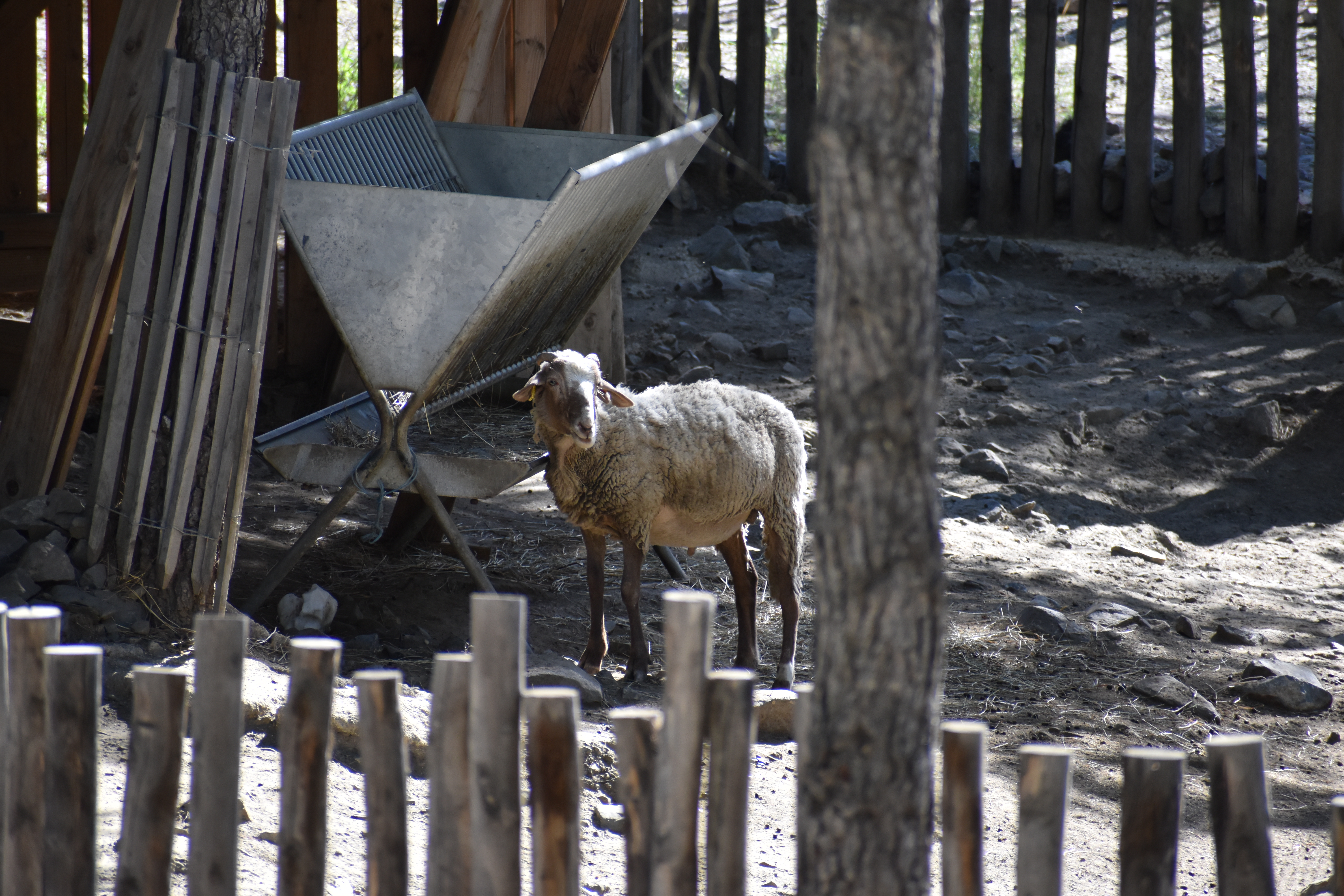
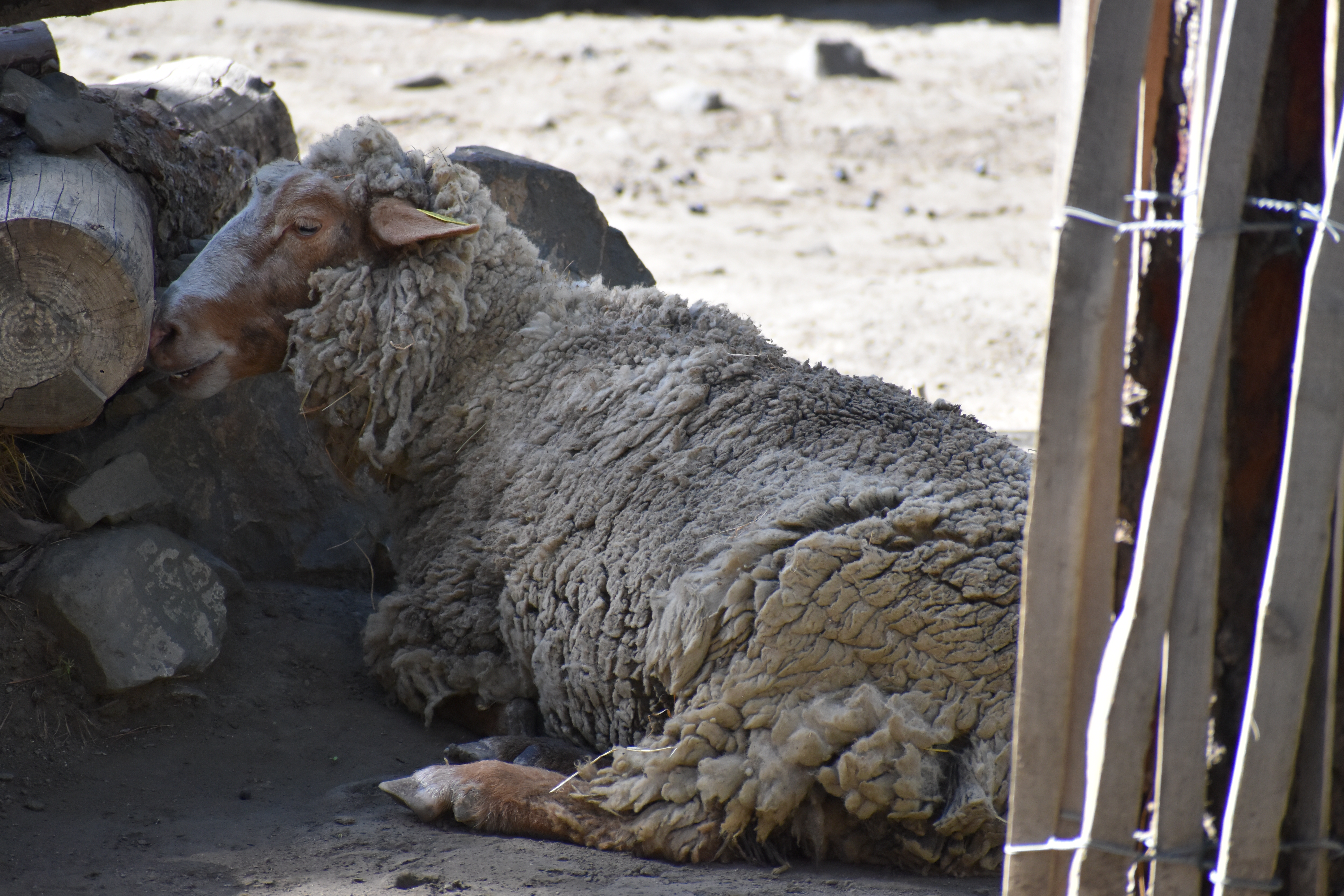
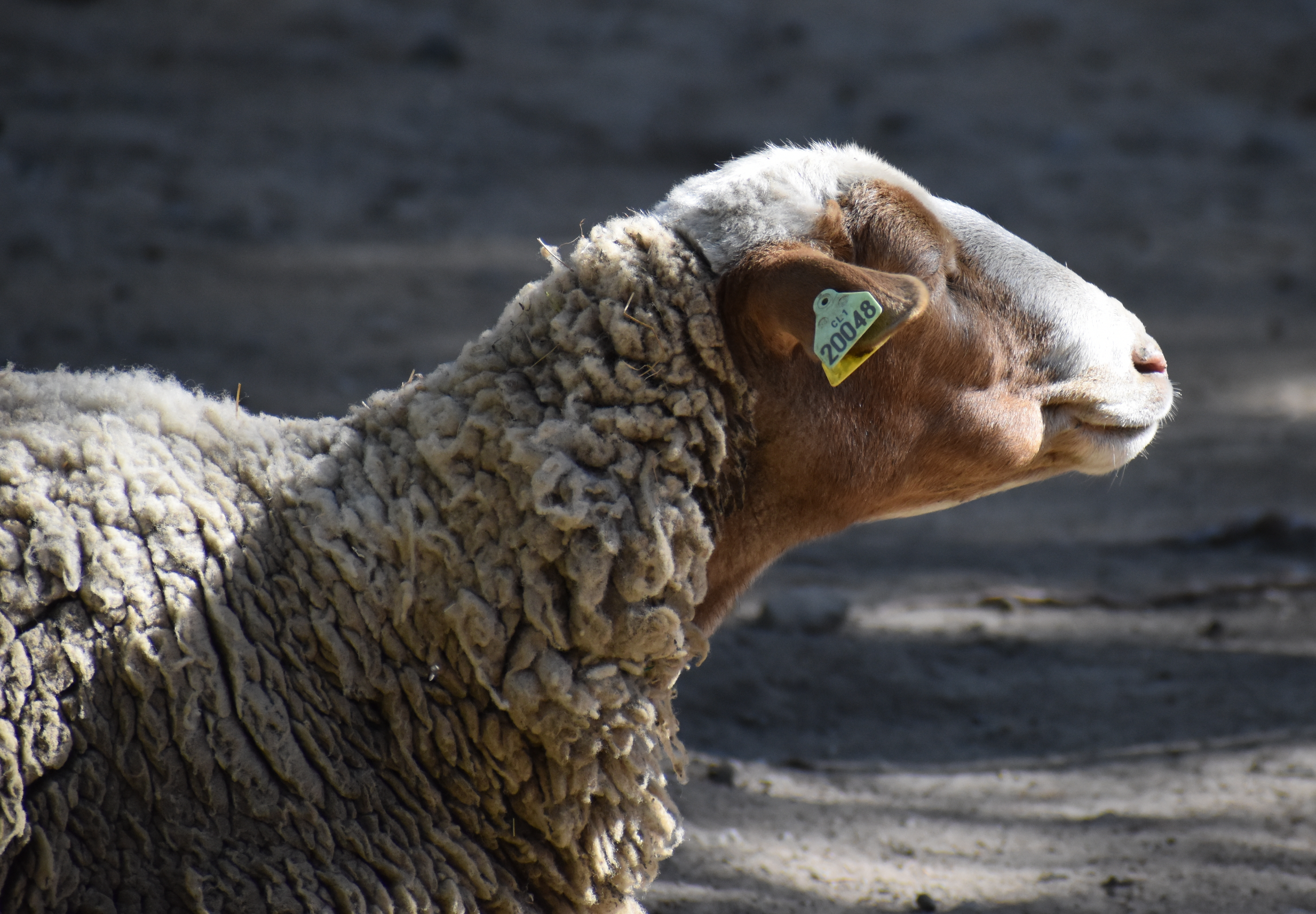